# Васил Акьов
Васил Акьов е български белетрист, сценарист и литературен критик.

## Биография
Роден е на 6 юни 1924 в Дупница. Учи в родния си град, участва в антифашисткото движение, политически затворник (1943-1944). Редактор в издателство „Народна младеж“, вестниците „Народна младеж“ и „Работническо дело“, гл. редактор на в-к „Литературни новини“ (1960-1970), редактор в Студия за игрални филми „Бояна“.
Умира на 7 февруари 1989 година, малко преди 10 ноември. Получава посмъртно награда на СБФД за цялостно творчество.

## Творчество
В. Акьов започва с произведения, посветени на антифашистката борба, по-късно се насочва към съвременни теми, като книгите му са критично настроени към статуквото, повествованието става по-разчупено и нетрадиционно. Тези процеси достигат кулминацията си в посмъртно публикувания роман „Инфаркт“ (1988).
Автор е на сценариите на игралните филми „Птици и хрътки“ (1969), „Тигърчето“ (1972), „...И дойде денят“ (1973), „Пантелей“ (1978), „Къщата“ (1979).
Има много публикации в сп. „Факел“.